# Clitoromegalia
La clitoromegalia es la hipertrofia del clítoris. No debe ser confundida con el aumento del tamaño del clítoris que se produce al  llenarse de sangre sus cuerpos esponjosos durante la excitación sexual, lo que puede darle el aspecto de un pene pequeño. 
La parte visible del clítoris suele aparecer como un órgano de pequeño tamaño, pero en algunas ocasiones, casi siempre asociadas a desarreglos endocrinos de las glándulas suprarrenales, su tamaño puede aumentar. 
Como diagnóstico médico la clitoromegalia está incluida en el apartado Q 52 de la última Clasificación Internacional de enfermedades, CIE-10, que agrupa Otras malformaciones congénitas de los órganos genitales femeninos, pero cabe reseñar que por sí mismo, el tamaño del clítoris no indica necesariamante ninguna patología ni anormalidad.